# Roman Bürgi
Roman Bürgi, né le 10 janvier 1969, est une personnalité politique suisse, membre de l'Union démocratique du centre (UDC).
Il est élu député du canton de Schwytz au Conseil national en octobre 2023.

## Biographie
Roman Bürgi naît en 1969. Il a un frère. Leur père était membre du Parti radical-démocratique.
Il dirige avec son frère la PME familiale (25 employés en 2021) de vente de cuisines pour les professionnels de la restauration, Bürgi Grill, créée en 1975 à Goldau, dans le canton de Schwytz,,.
Il est champion suisse de lutte gréco-romaine à quatre reprises (notamment en 1991 et 1992 dans la catégorie 57 kilos).
Il est marié et père d'un enfant et habite à Goldau. 

## Parcours politique
Il adhère à l'UDC à la suite de la non-réélection en 2007 de Christoph Blocher au Conseil fédéral.
Il siège au Conseil cantonal de Schwytz à partir du 27 juin 2012 et préside l'UDC schwytzoise depuis le 15 mars 2021 (président ad interim depuis avril 2020). Après son élection au parlement fédéral, il démissionne du législatif cantonal.
Il est élu député du canton de Schwytz au Conseil national en octobre 2023, conservant le deuxième siège UDC à la chambre basse du parlement occupé jusque-là par Pirmin Schwander.